# Friedrich von Gottl-Ottlilienfeld
Friedrich von Gottl-Ottlilienfeld, född 13 november 1868, död 19 oktober 1958, var en tysk nationalekonom.
Gottl-Ottilienfeld blev professor i Brünn 1902, München 1908, Hamburg 1920, Kiel 1924 och i Berlin 1926. Han anslöt sig till Max Webers krav på en värderingsfri nationalekonomi. Bland Gottl-Ottliliensfelds skrifter märks Wirtschaft und Technik (1914, 2:a upplagan 1923).